# Reinoso de Cerrato
Pour les articles homonymes, voir Reinoso (homonymie).
Reinoso de Cerrato est une commune d'Espagne de la province de Palencia dans la communauté autonome de Castille-et-León. Elle fait partie de la comarque naturelle d'El Cerrato (es).

## Les Hospitaliers
Reinoso de Cerrato est une ancienne commanderie de l'ordre de Saint-Jean de Jérusalem au sein du grand prieuré de Castille et León,
.